# Julia Gog
Pour les articles homonymes, voir Gog.
Julia Rose Gog est une mathématicienne britannique, spécialisée en biologie mathématique.

## Carrière
Julia Gog est David N. Moore Fellow et directrice d'études en mathématiques au Queens' College de Cambridge et professeure de biologie mathématique au département de mathématiques appliquées et de physique théorique de l'université de Cambridge,. Elle est également membre du Réseau Immunologie de Cambridge et du Centre de recherche interdisciplinaire sur les maladies infectieuses de Cambridge,. Ses travaux de recherche sont spécialisés dans l'utilisation de techniques mathématiques pour l'étude des maladies infectieuses, en particulier de la grippe.
En 2017 Gog est l'une des 13 mathématiciennes en vedette dans l'exposition photographique itinérante Femmes de mathématiques. Elle expose des photos de Noel Tovia Matoff et des extraits d'entrevues avec ces femmes,.

## Prix et distinctions
Elle a reçu une bourse de recherche universitaire de la Royal Society de 2004 à 2012.
En 2015, elle est lauréate du prix Pilkington d'excellence en enseignement, de l'université de Cambridge et, en 2016, elle a été impliquée dans le Prix national des jeunes mathématiciens, un projet auquel 490 écoles ont pris part,.
En 2016, elle est lauréate de la conférence Forder.
Elle a remporté le prix Whitehead en 2017.
Son article « The influenza virus: it's all in the packaging » a été inclus dans le livre 50 Visions des mathématiques (éditeur Sam Parc, Oxford University Press,  (ISBN 9780198701811)), publié pour célébrer le 50e anniversaire de l'Institute of Mathematics and its Applications, un livre « conçu pour mettre en valeur la beauté des mathématiques ... sans frire votre cerveau »,.
En 2020, elle remporte le prix Rosalind-Franklin de la Royal Society.